# قربان دردی طغان‌پور
قربان دردی طغان‌پور (متولد ۲۰ تیر ۱۳۳۳ در گنبد کاوس)عکاس، فیلم‌نامه‌نویس، مجسمه‌ساز، هنرمند، شاعر و کارگردان پیشکسوت ترکمن است.

## آثار
- نویسنده فیلم هنرپیشه(فیلم) به کارگردانی محسن مخملباف
- نویسنده نمایش نامه آلتین آی (ماه طلایی) به کارگردانی علی اصغر نادعلی
- نویسنده نمایش نامه اسب و لباس مادربزرگ به کارگردانی حمید نعیمی